# Wolferstedt
Wolferstedt è un ex comune tedesco di 743 abitanti, situato nel land della Sassonia-Anhalt. Dal 1º gennaio 2010, insieme ai comuni di Beyernaumburg, Emseloh, Holdenstedt, Liedersdorf, Mittelhausen, Niederröblingen, Nienstedt, Pölsfeld e Sotterhausen è stato incorporato come frazione nella città di Allstedt.